# Кастом (мотоцикл)

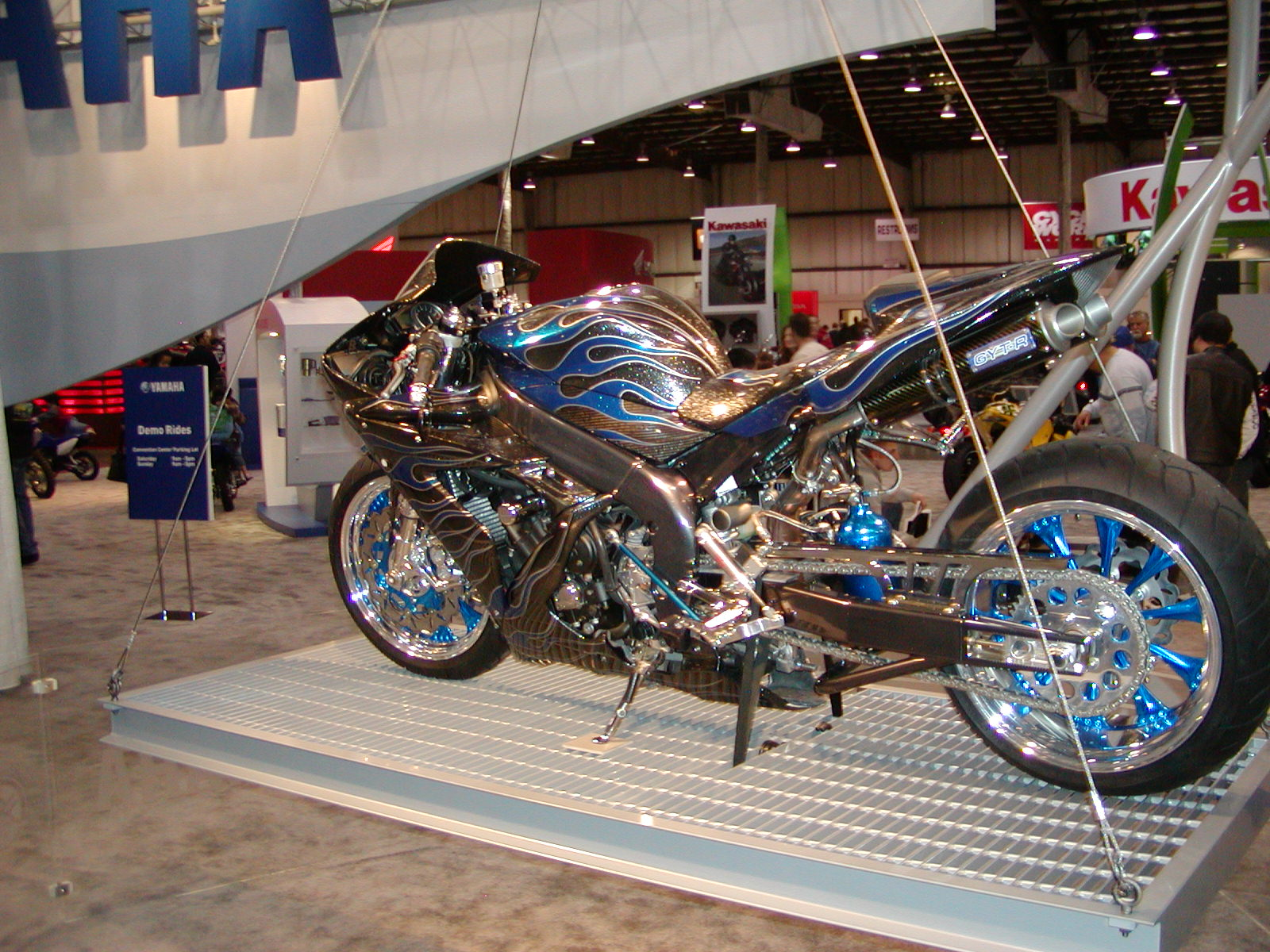
Кастомный мотоцикл Yamaha, оснащенный баллоном с закисью азота.

Ка́стом (англ. custom — изготовленный на заказ) — транспортное средство (чаще используется по отношению к мотоциклам), изготовленное в единственном или крайне малом количестве экземпляров, обычно это иначе оформленные или полностью переделанные серийные модели мотоциклов или автомобилей. Основная идея такого транспортного средства в том, чтобы он максимально удовлетворял потребностям и представлениям владельца о мотоцикле/автомобиле. В 90-х гг. и по настоящее время очень дорогие кастомы, произведенные специализированными мастерскими (наиболее известными можно считать Orange County Choppers и West Coast Choppers Джесси Джеймса), являются статусными символами. Некоторые мотолюбители считают, что настоящими кастомами являются мотоциклы, сделанные руками владельца. 

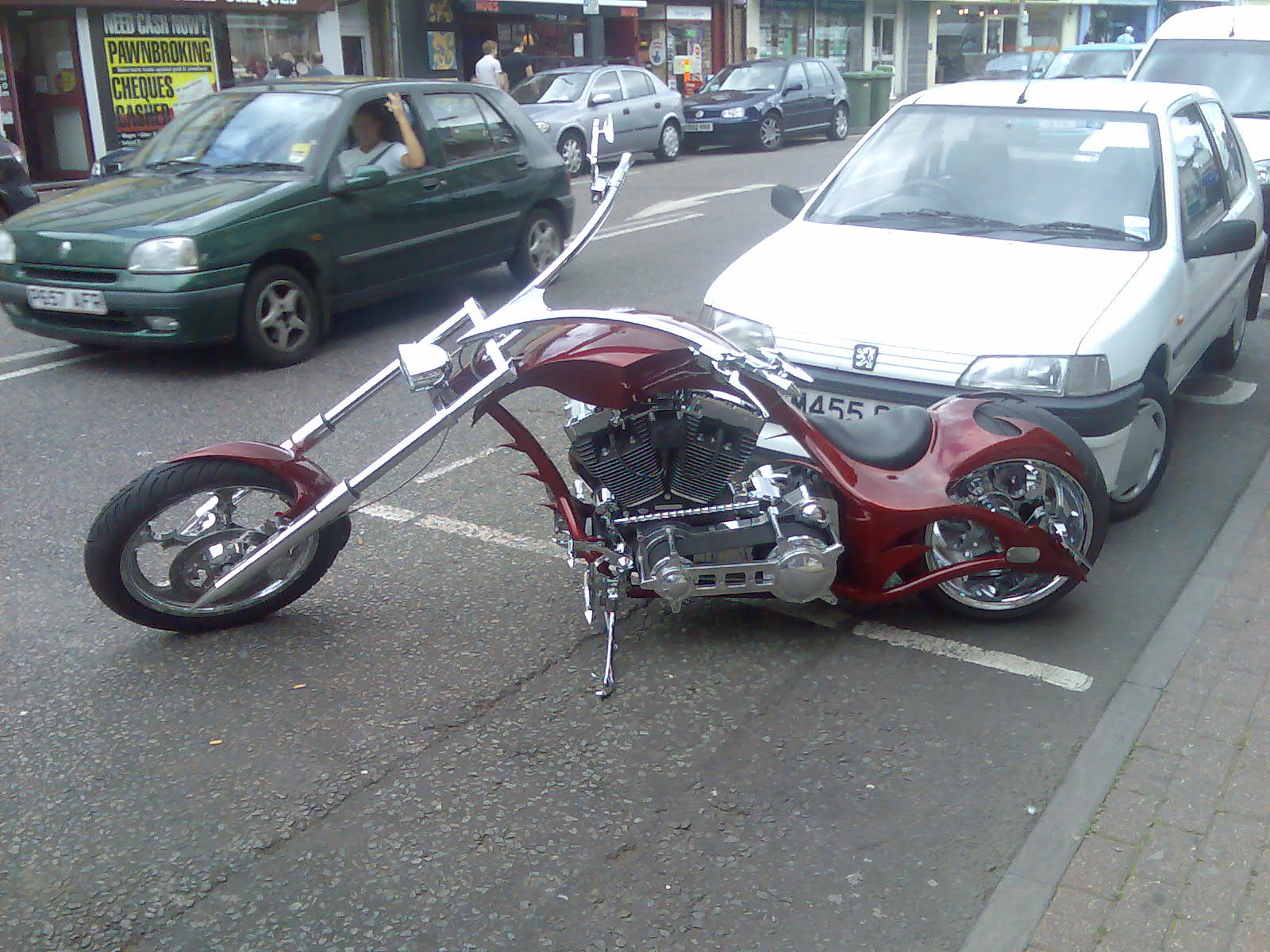
Кастом-чоппер в Великобритании

Некоторые мотопроизводители (например, Honda, Harley-Davidson) включают слово «Custom» в название модели. Тем не менее, это не позволяет их относить к данному классу мотоциклов. Но эти же производители часто предоставляют возможность изменения внешней и внутренней комплектации мотоцикла под запросы покупателя, что, при определенном уровне модификации, позволяет считать эти мотоциклы кастомами.
Серийные производители кастомов, такие как American IronHorse, Bourget, Big Dog и BMC создают модели мотоциклов, которые удовлетворяют основным требованиям безопасности Министерства транспорта США. Заводы-изготовители могут предложить покупателям на выбор несколько вариантов обшивки, окраски, аксессуары, различные опции  и двигатели разного объема. При этом на мотоциклы действует заводская гарантия и осуществляется поддержка и гарантийное обслуживание. Конечно, заводской кастом не может похвастать полной индивидуальностью, в отличие от самодельных кастом-мотоциклов или уникальных экземпляров, но зато они обладают многими преимуществами заводского производства.

## Виды кастомизации
- Боббер
- Кафе рейсер
- Чоппер
- Cutdown
- Рэт байк
- Стритфайтер